# Хиндустани
 Тази статия е за официалния език в Индия и Пакистан.  За официалния език във Фиджи вижте Фиджийски хиндустани.  
Хиндустани (हिन्दुस्तानी, ہندوستانی, [ɦɪnd̪ʊst̪aːni]), наричан също хинди-урду (हिंदी उर्दू, هندی اردو), е най-разпространеният индоарийски език, използван като лингва франка в северните части на Индия и в Пакистан. В края на 20 век езикът се говори от около 466 милиона души.
Хиндустани, подобно на персийския или българския език, е плурицентричен език и има две книжовни норми: хинди, която използва писмеността деванагари, и урду, която използва вариант на арабската азбука. Макар двете норми понякога да се разглеждат като самостоятелни езици, в говоримата си форма те са почти неразличими и дори самите книжовни норми са много близки по отношение на граматиката. Основните различия са в областта на литературните конвенции и на академичния и технически речник, като в урду има по-силни персийски, тюркски и арабски влияния, а в хинди – повече санскритски. Преди Разделянето на Индия наименованията „хиндустани“, „урду“ и „хинди“ са взаимнозаменяеми.

## История
Хиндустани се формира през 16 – 17 век в рамките на Моголската империя. Нейните владетели, макар и от тюркско-монголски произход, са силно иранизирани още преди идването си в Индия и официален език на тяхната държава става персийският. В същото време хиндустани се развива като лингва франка въз основа на кхариболи, индоарийският диалект, говорен в района на столицата Делхи, инкорпорирайки голям брой персийски, арабски и тюркски думи и използвайки като писменост персийския вариант на арабската азбука. С военните успехи на моголите хиндустани се разпространява в обширни райони от Северна Индия.
С времето езикът започва да бъде наричан „забани урду“ (на персийски: زبان اردو, „език на лагера“, от тюркската дума „орду“), заради своята функция на разговорен език в моголската армия. По-късно във владетелския двор се формира по-силно персизирана форма на езика, която получава името рехта. След завладяването на Индия от британците администрацията на Британска Индия започва да използва хиндустани като официален език в цялата страна, допринасяйки за неговото налагане в още по-големи части от Индия. По това време езикът се говори от мюсюлманите в цялата страна, както и от много индуисти в Северна Индия, с изключение на селските райони на Бенгал.
След разделянето на страната в средата на 20 век, правителствата на Индия и Пакистан приемат две отделни книжовни норми за хиндустани, хинди и урду, използващи съответно деванагари и персийско-арабската азбука. Съществуващите и по-рано социолектни разлики в езика са използвани за допълнително разграничаване на двете форми. Така индийското правителство провежда политика на замяна на терминология с персийски произход в хинди с неологизми, базирани на класическия санскрит (санскритизация).

## Граматика
Хиндустани е език със силно изразени аналитични черти. От осемте падежа в санскрит в хиндустани са останали само два, наричани пряк падеж и косвен падеж, като вторият се използва с всички следлози (с изключение на следлога „ne“, когато е употребен след лични местоимения от първо и второ лице ед. и мн. ч.). За разлика от повечето индоевропейски езици, словоредът на хинди е SOV, а не SVO.
Хиндустани има силно развита глаголна система с ясно очертан аналитизъм. Категорията аспект на глаголното действие се изразява чрез модификация на смисловия глагол (който фигурира само с основата си) с глагол-модификатор, който поема граматическите функции на сказуемото.
Хиндустани има двучленна именна категория род – мъжки и женски, като съществителните имена се обособяват в 4 групи по този признак – две за имена от мъжки род и две за имена от женски род; във всеки от тези два случая едната група съществителни имат характерна флексия, която обуславя формалното им изменение, а втората събира всички останали съществителни имена от съответния род.
Прилагателните имена в хиндустани се делят на две групи – изменяеми и неизменяеми. Изменяемите се съгласуват със съществителното име по род и число.